# Gravimetrie (chemie)
Gravimetrie (vážková analýza) je metoda chemické kvantitativní analýzy, která je založená na vyloučení stanovované složky ve formě málo rozpustné sloučeniny (tj. vylučovací forma složky) a na jejím převedení na sloučeninu o přesně definovaném složení (tj. forma k vážení), která se poté váží. V některých případech se váží přímo izolovaná sraženina.

## Struktura analýzy
1. odběr známého a reprezentativního množství vzorku a jeho úprava před analýzou
2. převod vzorku do roztoku
3. kvantitativní srážení roztoku vzorku známým činidlem na vylučovací formu
4. zrání sraženiny
5. kvantitativní převod vylučovací formy na formu k vážení (např. kalcinací)
6. vážení formy k vážení
7. výpočet složení vzorku

## Příklady stanovení

### Stanovení železa amoniakální metodou
Metoda je použitelná pro stanovení iontů železitých Fe3+ a také iontů železnatých Fe2+. Ionty Fe2+ je však nutné napřed kvantitativně zoxidovat na ionty Fe3+ přídavkem potřebného množství vhodného oxidačního činidla ke vzorku (např. roztok kyseliny dusičné). Podstatou metody je srážení roztoku soli Fe3+ roztokem amoniaku. Reakcí vzniká nerozpustný hydroxid železitý Fe(OH)3, který se po oddělení od roztoku (filtrací) převede žíháním na vzduchu při cca 1000 °C na oxid železitý Fe2O3 (forma k vážení).
Probíhá podle rovnice:
Fe3+ (aq) + 3 NH3 (aq) + 3 H2O (l) → Fe(OH)3 (s) + 3 NH4+ (aq)
Vzniklá sraženina se žíháním převede na formu k vážení podle rovnice:
2 Fe(OH)3 (s) → Fe2O3 (s) + 3 H2O (g)

### Stanovení niklu metodou diacetyldioximovou

Struktura diacetyldioximátu nikelnatého

Probíhá podle rovnice:
Ni2+ (aq) + 2 NH3 (aq) + 2 C4H8N2O2 (aq) → Ni(C4H7N2O2)2 (s) + 2 NH4+ (aq)

### Stanovení síranů chloridem barnatým
Probíhá podle rovnice:
SO42− (aq) + Ba2+ (aq) → BaSO4 (s)

### Stanovení hořčíku metodou fosforečnanovou
Probíhá podle rovnice:
Mg2+ (aq) + HPO42− (aq) + NH3 (aq) + 6 H2O (l) → NH4MgPO4.6H2O (s)
Vzniklá sraženina se žíháním převede na formu k vážení podle rovnice:
2 NH4MgPO4.6H2O (s) → Mg2P2O7 (s) + 2 NH3 (g) + 7 H2O (g)